# Nierówność Minkowskiego

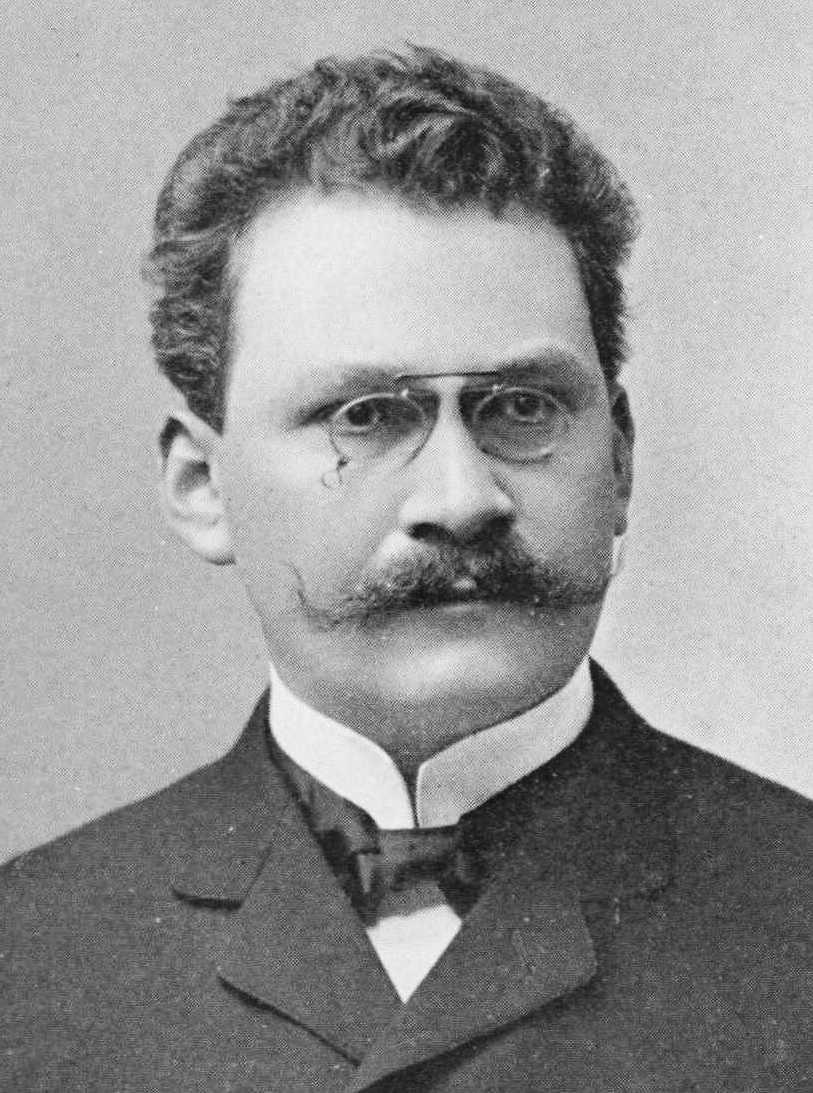
Hermann Minkowski (1864–1909)

Nierówność Minkowskiego – zestaw nierówności autorstwa Hermanna Minkowskiego.

## Wersja dla sum skończonych
{\displaystyle \left(\sum _{k=1}^{n}|s_{k}+t_{k}|^{p}\right)^{\frac {1}{p}}\leqslant \left(\sum _{k=1}^{n}|s_{k}|^{p}\right)^{\frac {1}{p}}+\left(\sum _{k=1}^{n}|t_{k}|^{p}\right)^{\frac {1}{p}},}
przy {\displaystyle p\geqslant 1} dla dowolnych ciągów {\displaystyle (s_{k})_{k=1}^{n}} i {\displaystyle (t_{k})_{k=1}^{n}} w {\displaystyle K.}

## Wersja dla szeregów
{\displaystyle \left(\sum _{k=1}^{\infty }|s_{k}+t_{k}|^{p}\right)^{\frac {1}{p}}\leqslant \left(\sum _{k=1}^{\infty }|s_{k}|^{p}\right)^{\frac {1}{p}}+\left(\sum _{k=1}^{\infty }|t_{k}|^{p}\right)^{\frac {1}{p}},}
przy {\displaystyle p\geqslant 1} dla dowolnych ciągów nieskończonych {\displaystyle (s_{k})} i {\displaystyle (t_{k})} w {\displaystyle K} takich, że szeregi {\displaystyle \sum _{k=1}^{\infty }|s_{k}|^{p}} oraz {\displaystyle \sum _{k=1}^{\infty }|t_{k}|^{p}} są zbieżne.

## Wersja całkowa
{\displaystyle \left(\int \limits _{\Omega }|x(t)+y(t)|^{p}d{\mu }\right)^{\frac {1}{p}}\leqslant \left(\int \limits _{\Omega }|x(t)|^{p}d{\mu }\right)^{\frac {1}{p}}+\left(\int \limits _{\Omega }|y(t)|^{p}d{\mu }\right)^{\frac {1}{p}},}
gdzie {\displaystyle p\geqslant 1,} {\displaystyle \Omega \ \subset R^{n}} – podzbiór mierzalny w sensie miary {\displaystyle \mu } Lebesgue’a, zaś {\displaystyle x} i {\displaystyle y} – funkcje mierzalne takie, że całki
{\displaystyle \int \limits _{\Omega }|x(t)|^{p}d\mu } i {\displaystyle \int \limits _{\Omega }|y(t)|^{p}d\mu } są skończone.